# Yang Wenjun
Yang Wenjun (n. 25 decembrie 1983, Fengcheng⁠(d), Jiangxi, Republica Populară Chineză) este un caiacist ce a reprezentat Republica Populară Chineză, medaliat olimpic. A participat la 2 ediții ale Jocurilor Olimpice (2004, 2008) în care a câștigat două medalii de aur.